# Russelliana marionae
Russelliana marionae är en insektsart som beskrevs av Burckhardt 2008. Russelliana marionae ingår i släktet Russelliana och familjen rundbladloppor. Inga underarter finns listade i Catalogue of Life.